# 573 هـ
573 هـ هي سنة في التقويم الهجري امتدت مقابلةً في التقويم الميلادي بين سنتي 1177 و1178.

## مواليد
- ابن الصوري

## وفيات
- قضيب البان

- أبو المظفر المشطب - فقيه وعالم من بغداد.
- رشيد الدين الوطواط
- وفاة الشيخ سعيد المعروف بقطب الدين الراوندي.